# Шебак, Иссам
Иссам Шебак (араб. عصام شباك‎; 12 октября 1989 года, Агадир) — марокканский футболист, защитник кипрского клуба «АПОЭЛ».

## Клубная карьера
Родившийся в марокканском Агадире Иссам Шебак рос во французской коммуне Беран-ле-Форбак. Он начал заниматься футболом в местном клубе. Летом 2010 года Шебак перешёл в «Сар-Юньон», а спустя три года — в «Родез». Летом 2014 года марокканец перешёл в команду Второй лиги «Гавр». Проведя три года на этом уровне, Иссам Шебак в июле 2017 года подписал контракт с турецким клубом «Ени Малатьяспор», дебютировавшим тогда в Суперлиге. 
В конце июля 2021 года присоединился к кипрскому клубу «АПОЭЛ». 

## Карьера в сборной
3 марта 2016 года Иссам Шебак дебютировал за сборную Марокко, появившись в матче отборочного турнира Кубка африканских наций 2017 с командой Кабо-Верде.

## Достижения
- Чемпион Кипра: 2023/24
- Обладатель Суперкубка Кипра: 2024